# Metso
Компания Metso — финский машиностроительный концерн, предоставляющий решения для перерабатывающих отраслей промышленности, в том числе горнодобывающей, нефтегазовой, целлюлозно-бумажной, производства нерудных материалов и переработки вторичного сырья.
Образована в 1999 году в результате слияния компаний Valmet, Rauma Oy и Lokomo. Штаб-квартира компании располагается в городе Хельсинки, Финляндия.
30 июня 2020 года состоялось частичное разделение Metso и объединение бизнес-подразделения Metso Minerals и Outotec. Две новые компании начали свою деятельность 1 июля 2020 года: Neles и Metso Outotec.
Акции Metso котировались на бирже NASDAQ OMX Helsinki Finland. Штат компании насчитывал около 11 000 сотрудников в более чем 50 странах мира. 

## История компании
Компания Metso появилась в результате слияния компаний Valmet и Rauma в 1999 г. В 2013 г. Metso разделилась на две компании: Metso Corporation и Valmet Corporation. 
1990-е годы
Компания Metso была создана 1 июля 1999 г. в результате слияния компаний Valmet, поставщика оборудования для производства картона и бумаги, и Rauma, разработчика оптоволоконных технологий, решений по дроблению горных пород и контролю технологического процесса.
В 1998 г. в группу компаний Rauma входили:
- Timberjack — производитель лесозаготовительного оборудования;
- Sunds Defibrator — производитель оптоволоконного оборудования;
- Nordberg — производитель дробильного оборудования;
- Neles Controls — НЕ ЯВЛЯЕТСЯ

Целью слияния компаний было развитие в области промышленных технологий. Считалось, что более крупной компании легче конкурировать на международном рынке. Диапазон сфер деятельности компании стал более разнообразным, чем ранее. Хотя некоторые критики процесса слияния отмечали, что было бы проще увеличить масштаб деятельности, если бы вместо слияния каждая из двух компаний поглотила бы конкурента по своему основному виду деятельности.
Новая компания имела офисы в 50 странах мира, в которых работали 32 000 сотрудников. Компания работала в следующих четырех секторах:
1. Бумагоделательные машины
2. Лесозаготовительное оборудование (упразднено в 2001 г.)
3. Оптоволоконная технология
4. Дробильные установки

Название новой компании выбиралось в процессе конкурса среди сотрудников. Всего было предложено 6500 вариантов названия компании, три из них были Metso. Три сотрудника, предложившие назвать компанию Metso, получили денежные призы. Metso в переводе с финского значит «тетерев-глухарь» (Tetrao urogallus). Глухари встречаются на территории всей Европы, например, в финских сосновых лесах. Логотип Metso повторяет форму крыльев глухаря.
2000-е годы
Матти Сандберг (Matti Sundberg) и Хайкки Хакала (Heikki Hakala) возглавляли Metso не так долго. В 2001 г. новым Президентом и СЕО Metso стал Тор Бергман (Tor Bergman). Чистая выручка от продаж Metso в 2001 г. составила 4,7 млрд евро. При этом численность сотрудников составляла 28 500 чел.
Новая группа компаний Metso подразделялась на следующие три бизнес-направления:
1. Оптоволоконное и бумажное производство;
2. Автоматизация и контроль;
3. Машиностроение.

Слияние компаний Valmet и Rauma задало направление будущей деятельности новой компании:
- Технологии для целлюлозно-бумажной промышленности и энергетики;
- Оборудование для строительства, горной добычи и вторичной переработки;
- Системы автоматизации и контроля технологического процесса.

В результате было создано три соответствующих подразделения Metso:
1. Metso Paper
2. Metso Minerals
3. Metso Automation

Подразделения, деятельность которых выходила за пределы основных видов деятельности Metso, были упразднены и проданы другим компаниям. Так, в 2000 г. Metso приобрела предприятие по упаковке рулонов и обслуживанию бумагоделательных машин, включая технологии производства бумаги, у американского производителя бумагоделательных машин Beloit (корпорация), а американская компания John Deere, известная также под названием Deere & Company, приобрела производителя лесозаготовительного оборудования Timberjack у Metso. В 2001 г. Metso приобрела шведскую компанию Svedala Industri AB, производителя оборудования по переработке горных пород и полезных ископаемых.
В 2002 г. Metso заявила, что не сможет достичь плановой выручки в следующие два года и ожидает потери в размере более 300 млн евро в июле-сентябре. Причиной этому стала Svedala. В 2003 г. были зарегистрированы потери в размере более 200 млн евро, а в сентябре 2003 г. г-н Бергман, Президент и СЕО Metso, был вынужден уйти в отставку из-за низких показателей работы компании. В марте 2004 года на его место был назначен Йорма Элоранта (Jorma Eloranta).
В период с 2004 г. по 2007 г. чистая выручка от продаж компании увеличилась с 3,6 млрд евро до 6,3 млрд евро, а чистая прибыль повысилась с 5,5% до 9,3%. За время пребывания Йорма Элоранты в должности руководителя Metso (2004–2008 гг.) выручка от продаж постепенно возрастала и финансовые показатели улучшались.
Направления деятельности Metso разделились на три подразделения (Metso Paper, Metso Minerals и Metso Automation) с чистой выручкой от продаж 6,4 млрд евро и численностью более 28 000 человек. Фактически, на тот момент, это был самый успешный год для Metso в плане операционной прибыли и выручки от продаж. Однако стремительное ухудшение рыночной ситуации во втором полугодии заставило компанию внести значительные корректировки в свою деятельность.
К 2008 г. Metso стала девятой по величине компанией в Финляндии. При этом число ее акционеров выросло с 25 000 до 42 000. Компания укрепила свои позиции и расширила диапазон услуг на рынке развивающихся стран, в частности, в Китае и Индии. В 2008 г. были выполнены проекты по расширению литейного завода в Ахмабаде и фабрики в Бавале, Индия.
Metso также купила технологию бумагоделательных машин у японской компании Mitsubishi Heavy Industries’ (MHI), что сделало Metso единственным обладателем прав интеллектуальной собственности на оборудование для производства бумаги Beloit.
В сентябре 2008 г. Metso продала 83% акций своего сталелитейного завода в Швеции инвестиционной группе, созданной инвестиционной компанией Primaca. Литейный завод Metso в г. Карлштадт специализировался на производстве литых компонентов для ветряных мельниц, дизельных двигателей и цилиндров для бумагоделательных машин.
В 2009 г. половина заказов Metso была получена от развивающихся стран, тогда как в 1999 г. доля таких заказов составляла менее одной пятой. В том же году Metso объединилась с компанией Tamfelt, одним из ведущих мировых производителей технического текстиля. Позже Metso сделала публичную оферту на обмен всех акций Tamfelt.
В первом полугодии 2009 г. в Metso было сокращено более 700 сотрудников и закрыты мелкие подразделения, которые находились, например, в городах Тампере, Турку, Оулу и Холлола. Функционал закрытых подразделений был поделен между подразделениями в г. Ярвенпяа и Ювяскюля. Стратегия Metso на 2000 г. предполагала производство широких, высокоскоростных бумагоделательных машин и прекращение производства традиционных бумагоделательных машин.
2010-е годы
1 марта 2011 г. новым Президентом и СЕО Metso Corporation был назначен Матти Кяхкёнен (Matti Kähkönen). Ранее он возглавлял направление Metso по горной добыче и строительству. Несмотря на нестабильную экономическую ситуацию во всем мире, прибыль Metso непрерывно росла в 2011 г.
В сентябре 2012 г. Metso объявила о необходимости сокращения персонала на более чем 600 сотрудников в Финляндии, в нескольких бизнес-единицах, оказывающих услуги для целлюлозно-бумажной промышленности. Причиной такого сокращения штата стали структурные изменения данной отрасли и снижение конкурентоспособности и прибыльности соответствующих бизнес-единиц компании: конкуренция выросла, потребность в бумагоделательных машинах и литейных изделиях понизилась. Заказчикам теперь нужны были более дешевые решения. Metso планировала выплатить дополнительные дивиденды своим акционерам. Однако в связи с тем, что такое решение по выплате дивидендов при сокращении сотрудников подверглось критике со стороны персонала и финских властей, от него пришлось отказаться.
В 2012 г. Metso совместно с китайской группой компаний Liu Gong Group создали совместное предприятие по разработке дробильных установок на гусеничном ходу в Китае. В этом же году Metso объединила свои производства запорно-регулирующей арматуры в США на новой площадке в г. Массачусетс и открыла новый центр по поставке и обслуживанию клапанов в г. Вадодара, Индия. В том же году Metso приобрела корейскую компанию по производству клапанов Valstone Control Inc., американскую компанию по разработке программного обеспечения ExperTune Inc., а также 75% акций китайского производителя дробильно-сортировочного оборудования Shaorui Heavy Industries.
Подразделение по переработке металлолома и отходов Metso Recycling оказывает услуги по вторичной переработке по всему миру. 1 сентября 2011 г. Metso объявила о выделении подразделения Metso Recycling в отдельное предприятие. При этом компания рассматривала альтернативные стратегические варианты развития этого направления. В рамках этого процесса Metso рассматривала как внешние, так и внутренние варианты. 25 октября 2012 г. Metso объявила о том, что Metso Recycling войдет в состав подразделения по горной добыче и строительству Metso Mining and Construction с 1 декабря 2012 г.
В августе 2013 г. Metso закрыла сделку по приобретению китайского литейного завода (марганцевая сталь) JX.
Разделение компании в 2013 г.
1 октября 2013 г. на внеочередном общем собрании акционеров был утвержден процесс разделения Metso на две компании. В начале 2014 г. подразделения Metso Mining and Construction и Metso Automation были объединены в одну компанию Metso Corporation, а подразделение по производству оборудования и оказанию услуг для целлюлозно-бумажной промышленности и энергетики Metso Pulp, Paper and Power было выделено в отдельную компанию Valmet Corporation.
В декабре 2013 г. Metso сократила свою долю участия в компании Valmet Automotive примерно до 41%. В результате этой реорганизации Valmet Automotive прекратила быть подразделением Metso.
В 2015 г. Metso упразднила свое направление по автоматизации технологического процесса Process Automation Systems (PAS) и передала его компании Valmet, тем самым сосредоточившись на оборудовании для горнодобывающей отрасли и производства нерудных материалов, а также запорно-регулирующей арматуре.
Разделение и слияние в 2020 г.
В июле 2019 года было объявлено, что бизнес-подразделение Metso Minerals и компания Outotec планируют объединиться. 13 мая 2020 года Европейская комиссия разрешила слияние Metso Minerals и Outotec, новая компания Metso Outotec зарегистрирована 30 июня 2020 года. Остальная часть бизнес-подразделения Metso продолжила деятельность под брендом Neles.

## Структура

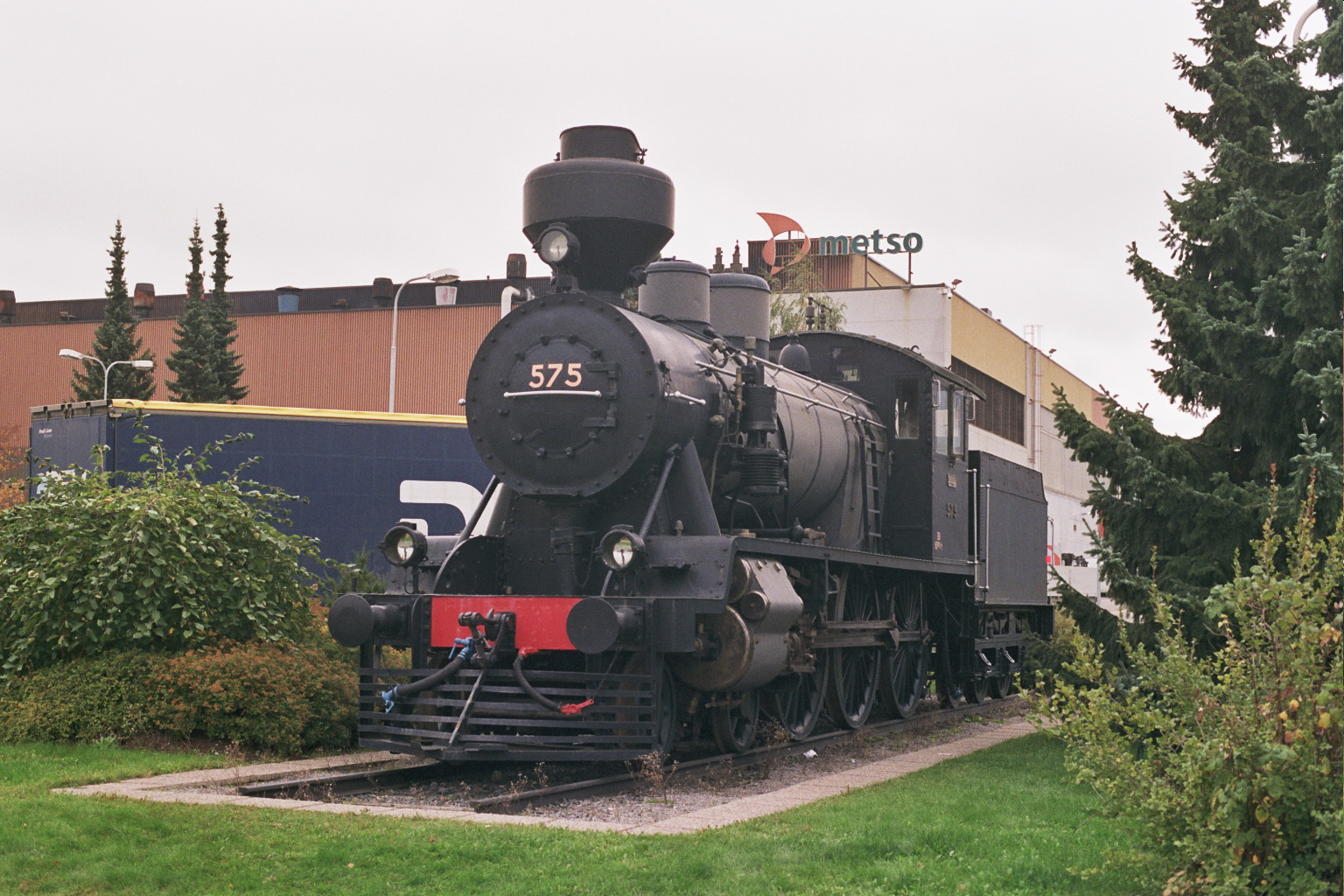
Паровоз Hv1 class номер 575 производства Lokomo, установленный перед Metso Lokomo Steels в городе Тампере, Финляндия

### Управление компанией
Президент и CEO компании Metso, Председатель Исполнительного Совета Директоров - Матти Кяхконен (Matti Kähkönen).

#### Правление директоров компании Metso
Правление директоров представлено:
- Михаэль Лилиус (Mikael Lilius, Председатель с 31 декабря 2013 г. Член Правления с 2013 г.)
- Кристер Гарделл (Christer Gardell, Заместитель Председателя с 31 декабря 2013 г. Член Правления с 2006 г.)
- Озей К. Хортон младший (Ozey K. Horton, Jr., 2011–)
- Уилсон Нелио Брумер (Wilson Nelio Brumer, 2013–)
- Ларс Йосефссон (Lars Josefsson, 2013–)
- Нина Копола (Nina Kopola, 2013–)
- Арья Талма (Arja Talma, 2016-)
- Питер Карлссон (Peter Carlsson, 2016-)

#### Исполнительный Совет Директоров компании Metso
Исполнительный Совет директоров представлен:
- Матти Кяхконен (Matti Kähkönen), Президент и CEO
- Ээва Сипиля (Eeva Sipilä), Финансовый директор
- Джоау Ней Колагросси (João Ney Colagrossi), Президент подразделения Minerals
- Пертту Лоухилуото (Perttu Louhiluoto), Президент подразделения Services
- Джон Квинливан (John Quinlivan), Президент подразделения Flow Control
- Мэрья Камппари (Merja Kamppari), Старший Вице-Президент по управлению кадровыми ресурсами
- Олли-Пекка Оксанен (Olli-Pekka Oksanen), Старший Вице-Президент по стратегическому и бизнес-развитию
- Урс Пеннанен (Urs Pennanen), Старший Вице-Президент по управлению маркетингом и работе с клиентами
- Яни Пуроранта (Jani Puroranta), Руководитель службы цифровых технологий

### Minerals Processing
Оборудование и услуги
Решения Metso по переработке полезных ископаемых для горнодобывающей отрасли, производства нерудных материалов и вторичной переработки отходов включают: дробилки, грохоты, комплексные решения по горной добыче, мельницы и мелющие тела, конвейеры, решения по транспортировке сыпучих материалов, а также оборудование для обогащения, пирометаллургической обработки и переработки отходов.

### Flow Сontrol
Подразделение Flow Сontrol разрабатывает и изготавливает запорно-регулирующую арматуру, а также занимается ее обслуживаем для различных перерабатывающих отраслей. Данное направление деятельности появилось в 1999 г. в результате слияния производителя АСУ ТП Valmet Automation и производителя арматуры и систем контроля технологического процесса Neles Controls.

### Заказчики
Заказчики компании Metso работают в таких отраслях, как горная добыча, производство нерудных материалов, добыча нефти и газа, целлюлозно-бумажная промышленность, производство электроэнергии и строительство.